# Kim Reynolds
Kimberly Kay Reynolds (nascida Strawn, 4 de agosto de 1959) é uma política norte-americana servindo como a atual governadora de Iowa desde 2017 (a primeira mulher no cargo) e membra do Partido Republicano.
Reynolds atuou anteriormente como vice-governadora de Iowa de 2011 a 2017. Antes de ser eleita vice-governadora, Reynolds serviu como tesoureira do condado de Clarke por quatro mandatos e, em seguida, serviu no Senado de Iowa de 2009 a 2010. Reynolds tornou-se governadora de Iowa em maio de 2017, quando seu antecessor, Terry Branstad, deixou o cargo para se tornar Embaixador dos Estados Unidos na China. Ela ganhou um mandato completo como governadora na eleição para governador de 2018.

## Juventude, educação e família

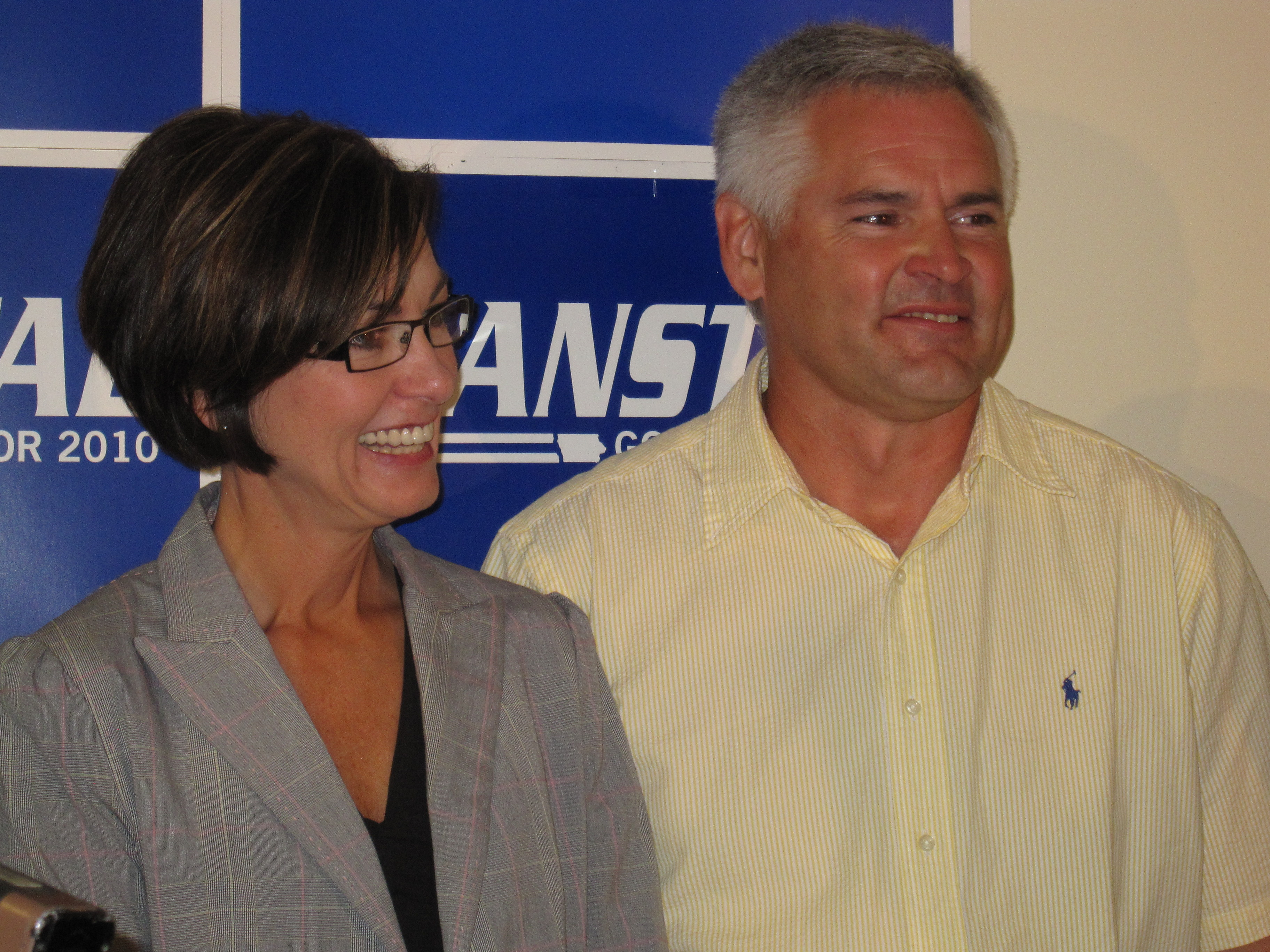
Reynolds com o marido Kevin Reynolds em 2010

Reynolds nasceu Kimberly Kay Strawn em St. Charles, Iowa. Ela frequentou o ensino médio na Interstate 35 Community School e se formou em 1977.
Strawn frequentou a Universidade Estadual do Noroeste do Missouri (outono de 1977), onde teve aulas de negócios, ciências do consumidor e vendas e design de roupas. Ela abandonou a universidade depois de um semestre. Mais tarde, ela teve aulas no Faculdade Comunitária do Sudeste de Iowa no final dos anos 1980 e, em seguida, teve aulas de contabilidade no Faculdade Comunitária do Sudoeste de Iowa entre 1992 e 1995. Ela deixou ambas as instituições. Reynolds começou estudos de forma parcialmente online na Universidade Estadual de Iowa em 2012 e recebeu um diploma de Bacharel em Estudos Liberais em dezembro de 2016.
Reynolds foi duas vezes acusada de dirigir sob a influência de álcool, primeiro em 1999 e novamente em 2000. Em 2017, ela declarou que procurou internação por alcoolismo após sua segunda prisão e que estava sóbria há quase 17 anos.
Reynolds casou-se com Kevin Reynolds em 1982. Em 2021, a família tinha três filhas (Jennifer, Nicole e Jessica) e onze netos.

## Senado de Iowa

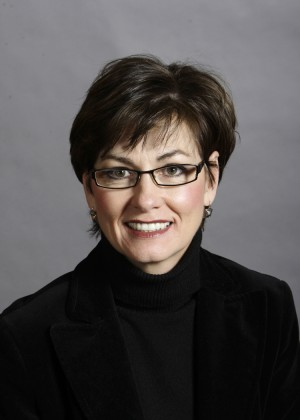
Reynolds durante seu tempo no Senado de Iowa

Reynolds cumpriu quatro mandatos como Tesoureira do Condado de Clarke antes de ser eleita em 4 de novembro de 2008 para representar o 48º distrito no Senado de Iowa, derrotando Ruth Smith (D) e Rodney Schmidt (I). No Senado, ela foi membro de cinco comitês: Crescimento Econômico, Meio Ambiente e Independência de Energia, Governo Local (membro graduado), Subcomitê de Reconstrução de Iowa, Transporte e Dotações (Subcomitê de Dotações para Desenvolvimento Econômico). Em 2010, Reynolds endossou a proibição do casamento entre pessoas do mesmo sexo em Iowa.

## Vice-governadora de Iowa
Em 25 de junho de 2010, o candidato republicano ao governo de Iowa, Terry Branstad, lançou publicamente Reynolds para o cargo de vice-governadora. No dia seguinte, ela recebeu a indicação republicana da Convenção Estadual Republicana de 2010. Em 2 de novembro de 2010, a chapa Branstad / Reynolds venceu as eleições gerais . Reynolds renunciou de sua cadeira no Senado em 12 de novembro de 2010, para "se concentrar exclusivamente em ajudar a equipe de transição do Gov. (Terry) Branstad".
Reynolds foi vice-governadora de Iowa de 2011 a 2017. Ao contrário dos vice-governadores em muitos outros estados, Reynolds teve funções específicas, incluindo co-presidir o Conselho Consultivo de Ciência, Tecnologia, Engenharia e Matemática (STEM) do governador, co-presidir o conselho da Parceria para o Progresso Econômico de Iowa e co-presidir o Coalizão de Educação de Crianças Militares e servindo como representante do Gov. Branstad no conselho da Feira Estadual de Iowa.
Reynolds foi eleita presidente da Associação Nacional dos Vice-Governadores (NLGA) em julho de 2015.

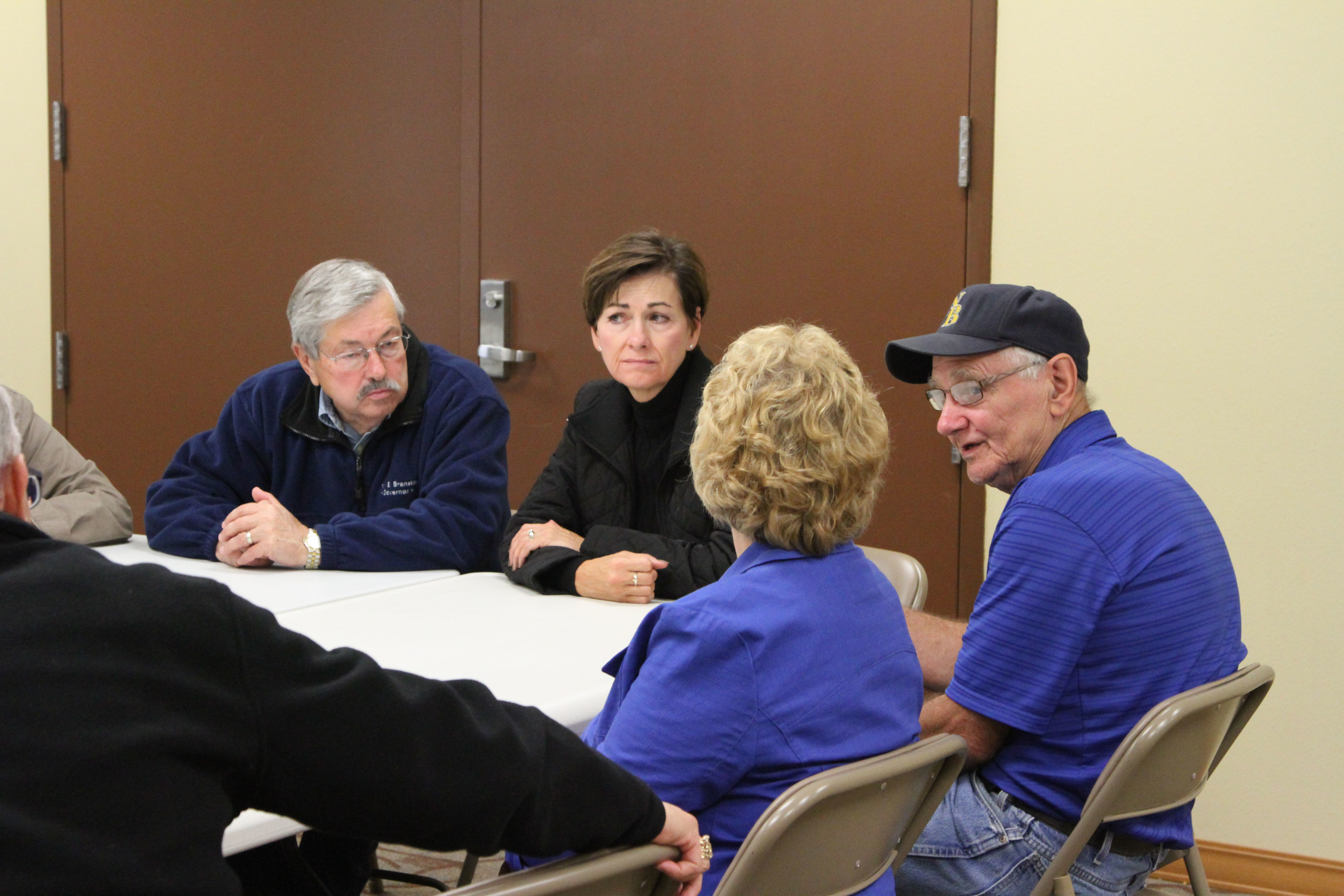
Branstad e Reynolds após as enchentes do Rio Cedar em 2016

## Governadora de Iowa

### Posse
Em 24 de maio de 2017, Reynolds tornou-se governadora de Iowa após a renúncia do governador Terry Branstad, que deixou o cargo para se tornar o novo Embaixador dos Estados Unidos na China. Reynolds é a primeira governadora de Iowa.
A elevação de Reynolds ao cargo de governadora criou uma vacância no cargo de vice-governador, e relatos indicavam que sua escolha de um novo vice-governador poderia ser contestada na Suprema Corte de Iowa. Um parecer do procurador-geral de Iowa indicou que "um indivíduo promovido de vice-governador a governador, como foi Reynolds, [não] tinha autoridade para nomear um novo vice-governador". Em 25 de maio de 2017, Reynolds anunciou que o Defensor Público de Iowa, Adam Gregg, serviria como vice-governador interino; para evitar litígios, a administração Reynolds declarou que Gregg "[não] ocuparia o cargo oficial de vice-governador" e não sucederia Reynolds no caso de sua incapacidade de servir como governadora.
Em 2018, após a decisão da Suprema Corte dos EUA em Obergefell v. Hodges (2015), Reynolds descreveu o casamento do mesmo sexo como uma questão "resolvida" e disse que não se considerava obrigada a seguir a disposição da plataforma do Partido Republicano de Iowa contra o casamento do mesmo sexo .
Reynolds reconheceu que as políticas comerciais e tarifárias de Trump estavam prejudicando os agricultores, mas afirmou que os agricultores se beneficiariam com elas no final  .
Em maio de 2018, Reynolds assinou um projeto de lei para renovar as políticas de eficiência energética de Iowa. Também em maio de 2018, Reynolds assinou um projeto de lei sobre batimentos cardíacos fetais que o Des Moines Register referiu como "a proibição de aborto mais restritiva do país". Em janeiro de 2019, a lei foi derrubada por um juiz do estado de Iowa, que a considerou inconstitucional.
Reynolds começou seu primeiro mandato completo em 18 de janeiro de 2019. Em 27 de março de 2019, Reynolds assinou um projeto de lei exigindo que as universidades públicas protejam toda a liberdade de fala no campus . Por meio de suas nomeações judiciais, Reynolds mudou a Suprema Corte de Iowa para uma direção conservadora.
Em 30 de junho de 2020, a Polícia Estadual de Iowa recebeu significativa cobertura midiática em função de um veículo com Reynolds ter atingido um manifestante do movimento Black Lives Matter; Funcionários afirmam que o manifestante intencionalmente entrou na frente do veículo.
Em agosto de 2020, Reynolds assinou uma ordem executiva permitindo que os pessoas com condenações penais votassem nas eleições de Iowa após cumprirem sua sentença. Iowa foi o último estado a encerrar a proibição vitalícia de votação de condenados penais .